# Armageddon March Eternal (Symphonies of Slit Wrists)
Armageddon March Eternal (Symphonies of Slit Wrists) är The Project Hate MCMXCIXs fjärde studioalbum, utgivet den 5 oktober 2005. Det producerades av Lord K. Philipson. Skivan är helt och hållet tillägnad Nasums frontman Mieszko Talarczyk, som dog strax innan skivan skulle spelas in, i tsunamikatastrofen 2004. När han dog var bandet också tvunget att leta reda på en ny plats att spela in sin musik. Då Lord K. träffade Dan Swanö av andra orsaker, fick han erbjudandet att Dan kunde ställa sin studio till förfogande. Efter att de släppt skivan kände bandet sig enligt egen uppgift nöjt, och skrev inte någon ny musik på den längsta tiden sedan bandet startats, både för att de redan skapat ett i deras ögon perfekt album, och för att de inte visste hur de skulle kunna nå upp till samma nivå.

## Låtlista
1. At the Entrance to Hell's Unholy Fire – 8:15
2. The Bleeding Eyes of a Breeding Whore – 9:33
3. I See Nothing But Flesh – 7:57
4. Resurrected for Massive Torture – 8:16
5. We Couldn't Be Further From the Truce – 8:26
6. Godslaughtering Murder Machine – 8:43
7. Symphony of the Decieved – 8:46
8. Loveless, Godless, Flawless – 5:46

- Musik: Lord K Philipson / Petter S. Freed (spår 1–7), Jörgen Sandström / Lord K Philipson (spår 8)
- Text: Jonna Enckell / Lord K Philipson (spår 1–3, 6–8), Jonna Enckell / Lord K Philipson / Marko Saarelainen (spår 4,5)

## Medverkande
The Project Hate MCMXCIX
- Lord K. Philipson – gitarr, programmering, keyboard, bakgrundssång
- Jörgen Sandström – sång
- Jonna Enckell – sång
- Peter S. Freed – gitarr
- Michael Håkansson – basgitarr

Bidragande musiker
- Jo Bench – tal
- Kör – Anders Eriksson, Anders Schultz, Björn Åkesson, Gustaf Jorde, Insulter Of Jesus Christ, Jocke Widfeldt, Jonas Granvik, Jonas Torndal, Lalle Levin, Linus Ekström, Matti Mäkelä, Morten Hansen, Peter Andersson, Tobbe Sillman

Produktion
- Lord K. Philipson – musikproducent, ljudtekniker, ljudmix, foto
- Dan Swanö – ljudmix, mastering
- Michael Håkansson – ljudtekniker
- Anders Eriksson – ljudtekniker
- Robban Eriksson – ljudtekniker
- Marko Saarelainen – omslagsdesign
- Henrik Hedlund – foto
- Jouni Väänänen – foto
- Cissi Snell – foto
- Anna Synnerö – foto